# Picpoul

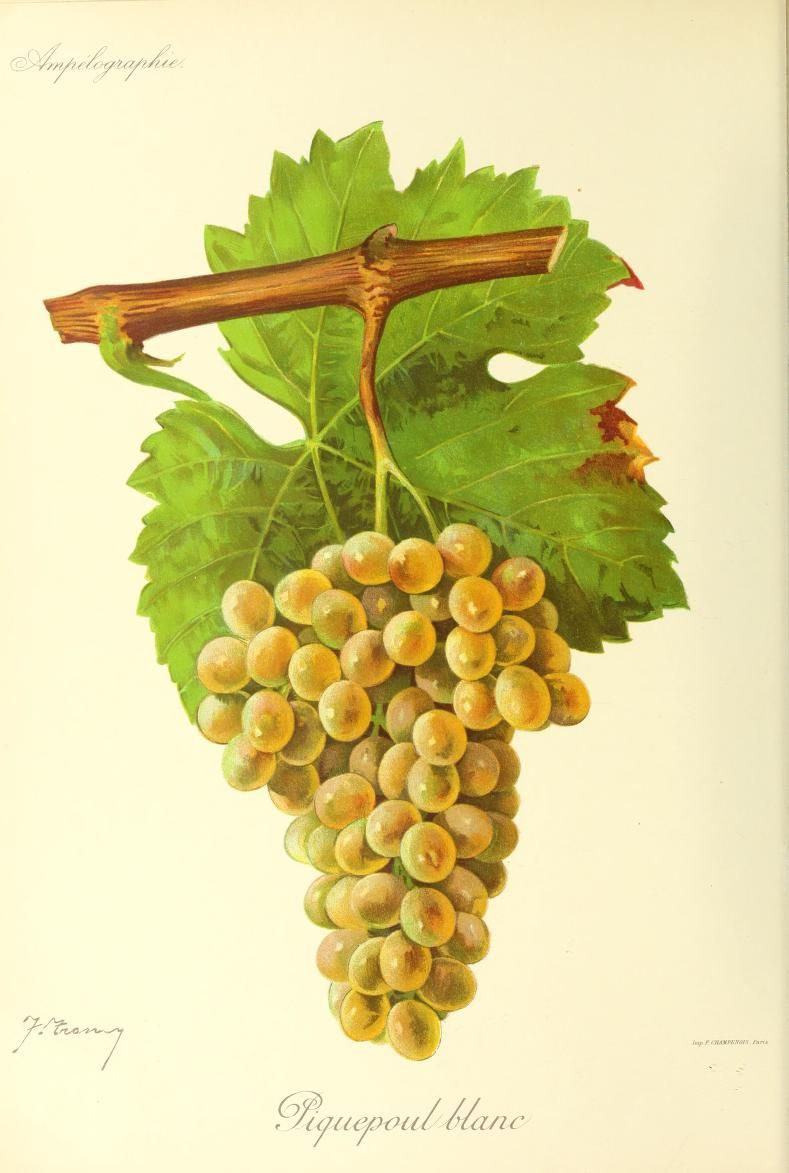
Picpoul blanc

Picpoul, ook wel piquepoul genoemd, is een druivenras, waarvan rond het plaatsje Pinet nabij het meer van Thau in de Languedoc, 976 hectare (2004) is aangeplant. Het druivenras kent drie varianten. De piquepoul gris, waarvan rosé wordt gemaakt, de piquepoul noir, waarvan rode wijn wordt gemaakt, en de piquepoul blanc, waarvan de witte wijn picpoul de Pinet wordt gemaakt. De picpoul is een van de dertien druivenrassen die mogen worden gebruikt voor de wijn châteauneuf-du-Pape uit de omgeving van het gelijknamige dorp. De druif is toegestaan in de appellation d'origine contrôlée, afgekort AOC, van de Coteaux du Languedoc, de AOC van Côtes du Rhône en de AOC van châteauneuf-du-Pape. Het gebruik van de naam picpoul is alleen toegestaan voor witte wijn.

## Terroir
De nabijheid van de zee is onderdeel van het terroir. Deze veroorzaakt een minder groot temperatuurverschil tussen dag en nacht, met een latere rijping van de druif tot gevolg. De wijngaarden liggen in een kalkrijk gebied dat gemiddeld op zestig meter hoogte gelegen is. De wijngaarden op de heuvels en in het vlakke land liggen rond het dorp Pinet, dat even ten westen van Mèze aan het meer van Thau gelegen is. Uit onderstaand klimaatoverzicht blijkt dat meer dan twintig procent van de jaarlijkse regen in oktober valt, iets wat een late oogst bemoeilijkt en volledige rijping van de druif in de weg staat.
| Maand                                   | J  | F   | M  | A    | M  | J  | J  | A    | S    | O   | N  | D  | Jaar |
| --------------------------------------- | -- | --- | -- | ---- | -- | -- | -- | ---- | ---- | --- | -- | -- | ---- |
| Gemiddelde maximale temperatuur (°C)    | 11 | 11  | 14 | 16   | 20 | 25 | 26 | 26   | 23   | 19  | 14 | 12 | 17,6 |
| Gemiddelde minimale temperatuur (°C)    | 7  | 7   | 10 | 11   | 14 | 19 | 20 | 21   | 18   | 15  | 10 | 8  | 13,3 |
| Gemiddelde temperatuur (°C)             | 9  | 9   | 12 | 13,5 | 17 | 22 | 23 | 23,5 | 21,5 | 17  | 12 | 10 | 15,6 |
| Neerslag (gemiddelde hoeveelheid in mm) | 60 | 105 | 10 | 15   | 90 | 0  | 3  | 10   | 29   | 144 | 21 | 72 | 659  |
| Bron: MSN météo                         |    |     |    |      |    |    |    |      |      |     |    |    |      |

## Geschiedenis

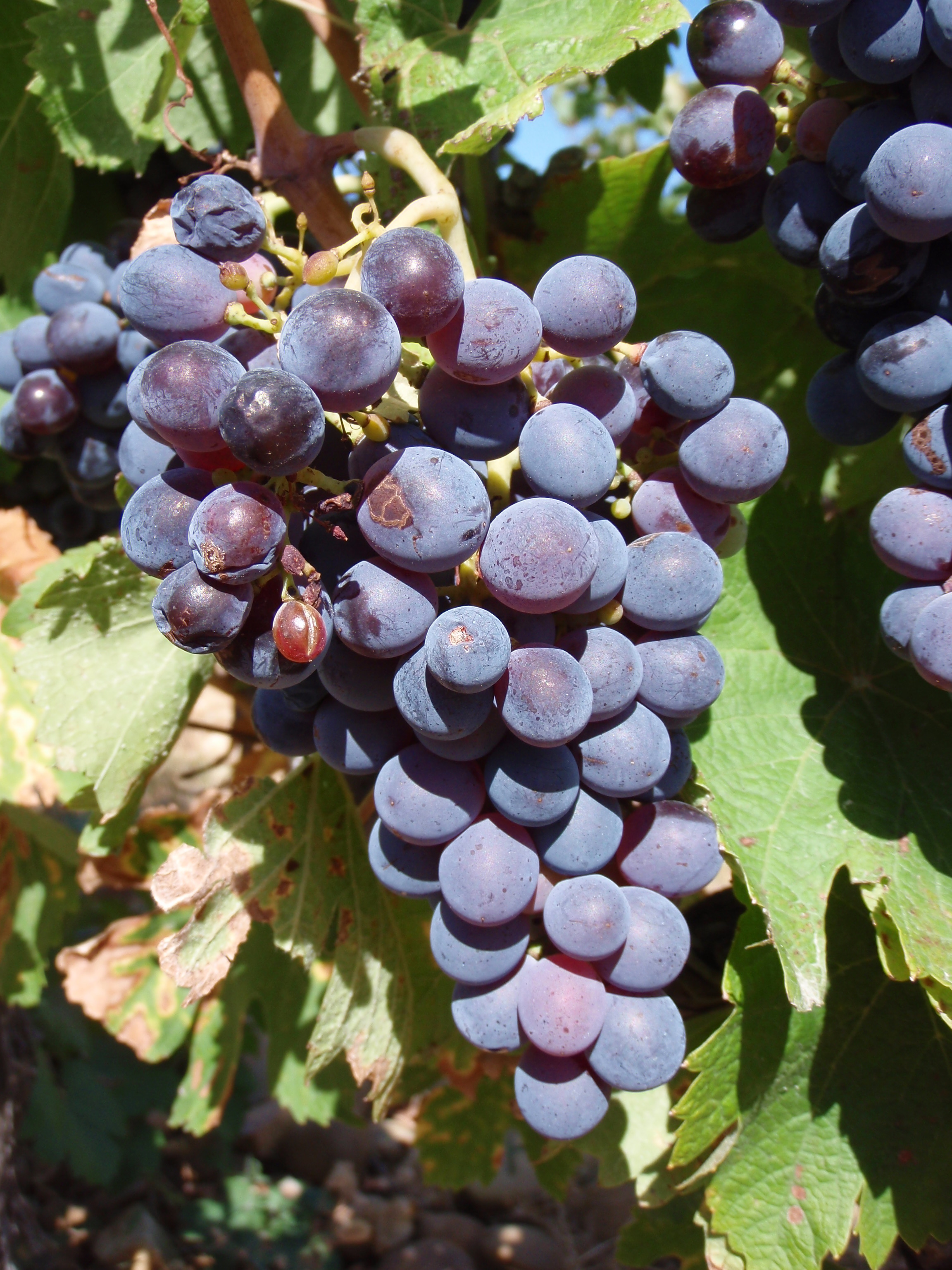
Piquepoul noir-druif

De picpoul is een druif die oorspronkelijk uit de Languedoc komt. Er zijn aanwijzingen uit de zeventiende eeuw dat de picpoul toen werd gemengd met clairette. Deze combinatie vormde van de zeventiende tot de negentiende eeuw de zoete Picardaanse wijn. Na de grote phylloxeraramp in de tweede helft van de negentiende eeuw werd picpoul weinig meer aangeplant. Van 903 hectare in 1958 groeide het areaal naar 976 hectare in 2004. In het begin van de eenentwintigste eeuw lijkt de aanplant weer toe te nemen. De picpoul blanc en de picpoul gris zijn varianten van de picpoul noir. In de naam komt het woord pic voor, dat piek betekent. Net als in het nabijgelegen wijngebied Pic Saint-Loup.

## Synoniemen[3]
- Avello
- Avillo
- Extra
- Feher piquepoul
- Languedocien

- Picapoll
- Picapolla
- Picapulla
- Picpoul
- Picpoul de Pinet